# Zanthoxylum budrunga
Zanthoxylum  budrunga es una variedad de pimienta originaria del Sudeste Asiático.

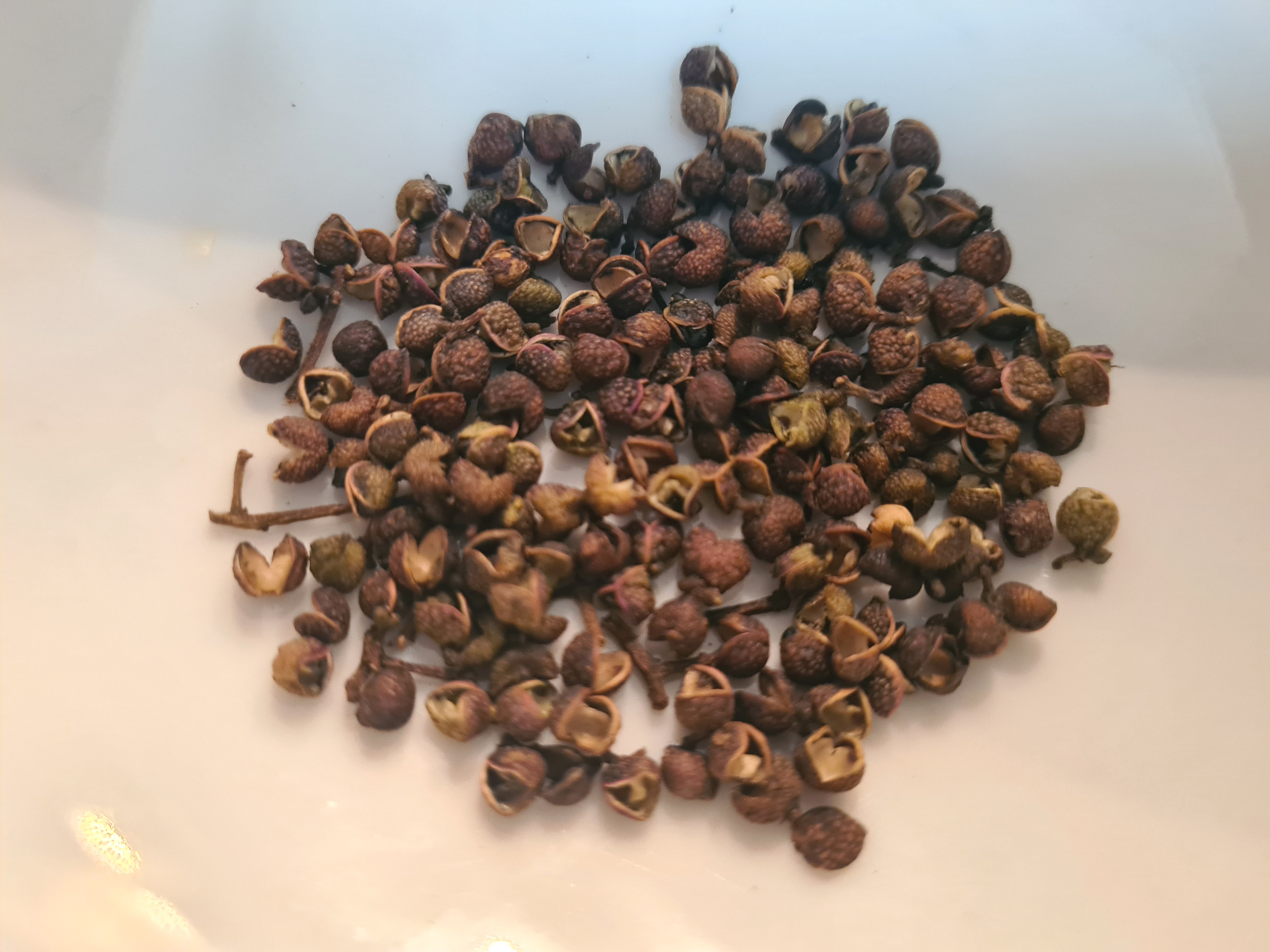
Zanthoxylum budrunga

## Encabezado
La Zanthoxylum budrunga es una variedad de pimienta originaria del Sudeste Asiático. 
En Tailandia se produce de forma comercial en la provincia de Nan, donde se utiliza como condimento de cocina, con el nombre de มะแข่น (makrán) siendo muy apreciado en la cocina local.
En la actualidad se estudia también su uso por sus propiedades medicinales, como antiinflamatorio.
Se utiliza en la medicina tradicional para el tratamiento de la diarrea y el dolor.
Sus frutos y semillas contienen rutaecarpina.
También se la conoce como  Zanthoxylum rhetsa. (Roxb.) DC.